# Kiamichi
Kiamichi (ang. Kiamichi River) – rzeka w Stanach Zjednoczonych, w południowo-wschodniej części stanu Oklahoma (źródło na zachodnim skraju Arkansas), dopływ rzeki Red. Długość rzeki wynosi 266 km.
Źródło rzeki znajduje się w paśmie górskim Ouachita, na wysokości 500–600 m n.p.m., w hrabstwie Polk, w stanie Arkansas, tuż przy granicy z Oklahomą, w granicach obszaru chronionego Ouachita National Forest. Rzeka płynie początkowo na zachód, następnie stopniowo skręca na południowy zachód, południe i ostatecznie południowy wschód, przepływając przez hrabstwa Le Flore, Pushmataha i Choctaw w Oklahomie. Główne miasta położone nad rzeką to Clayton i Antlers. W dolnym biegu rzeka przepływa przez zbiornik retencyjny Hugo. Kiamichi uchodzi do rzeki Red na południe od Fort Towson, na granicy Oklahomy i Teksasu, na wysokości około 115 m n.p.m..